# エクス＝アン＝プロヴァンス
エクス＝アン＝プロヴァンスまたはエクサンプロヴァンス（仏: Aix-en-Provence）は、フランスのブーシュ＝デュ＝ローヌ県の古都。略称はエクス（仏: Aix）。プロヴァンス伯爵領の首都として古くから繁栄し、現在は学術・芸術都市としてプロヴァンス地方の観光の拠点となっている。
画家ポール・セザンヌの出身地として日本でも知られ、彼の出生、臨終の家、墓所とアトリエが現存する。

## 地理
サント＝ヴィクトワール山（montagne Sainte-Victoire）の西、マルセイユの30kmほど北（北緯43度31分53秒、東経5度25分24秒）に位置する、アルク川とトルス川によって作られた盆地の中にある都市。
ロトンド大噴水に発するミラボー大通り(Cours Mirabeau)の北側が旧市街（商業地）になっている。

## 気候
地中海性気候に属するが、盆地のため、冬は氷点下、夏は40度以上になることもある。平均気温は、冬季は摂氏5〜6度、夏季は22度、年間では17度である。年間を通して晴天の日が多く、年間の平均晴天日数は300日を数える。

## 交通
- フランス国鉄(SNCF)のエクス＝アン＝プロヴァンス駅までマルセイユのサン・シャルル駅よりローカル線で約30〜40分
- パリのリヨン駅よりTGVでヴィトロル（エクス、サロン、マルセイユの3都市のほぼ中央に位置）にあるエクス＝アン＝プロヴァンスTGV駅まで約3時間。同駅は市街の中心部から15キロほど離れており、車で約15分、シャトルバス(Navette)で約20分を要することに注意を要する
- ベール湖畔の町マリニャーヌ近郊にあるマルセイユ・プロヴァンス空港から市街地まで、エクス＝アン＝プロヴァンスTGV駅経由のシャトルバスで約35分
- 新市街にあるバスターミナル(Gare Routière)から出発する高速バスによって、フランス国内、国外の多くの都市と連結しており、とくに近隣の大都市であるマルセイユとの間を結ぶ高速バスは鉄道より本数が多く料金が安い
- 市営バス(Aix-en-Bus)によって、市内、近郊の20以上の路線のバス網が確立されている

## 歴史
紀元前123年にローマのコンスル、ガイウス・セクスティウス・カルウィヌスによって、この地が「アクアエ・セクスティアエ」（Aquæ Sextiæ：セクスティウスの水、の意）と名づけられたのが現在のエクスの起源である（現称エクスはアクアエが転訛したもの）。紀元前102年には、エクス一帯はガイウス・マリウス指揮下のローマ軍がチュートン人たちを撃破した戦い（アクアエ・セクスティアエの戦い）の舞台となった。
4世紀にはガリア・ナルボネンシスの首都となったが、477年には西ゴート族によって占領された。その後も、フランク族、ロンバルド族らの侵攻を相次いで受け、731年にはサラセン人（イスラム帝国）に侵略された。12世紀になると、アンジュー家やアラゴン家の下で文化的な中心地となり、とりわけプロヴァンス伯でもあったルネ・ダンジューの時代の繁栄が知られる。
1486年に、プロヴァンスの他の地域とともにフランス領となり、1501年にルイ12世がこの都市にプロヴァンスの高等法院（parlement）を設置した。

## 観光
- 毎年夏に世界屈指のオペラ祭、エクサン・プロヴァンス音楽祭が開かれ、約1ヶ月にわたり世界中から多くの観光客が訪れる。エクスの3つの劇場を主会場に、市庁舎の中庭やカテドラル、政治研究学院大講堂などで数々のオペラやコンサート、イベントが演じられる。60回目の開催となった2008年には、創設者とその後継者たちを顕彰する記念開催として盛大に執り行われた。
- ラテン語のアクア（水）から転訛したエクスの名が示すとおり、街中の至る所に大小の噴水が湧き出している。中でもミラボー大通り(Cours Mirabeau)にあるロトンド大噴水、温泉の湧く苔むした噴水、ルネ王の噴水、マザラン地区にある4頭のイルカの噴水、旧市街の市庁舎の噴水、アルベルタの噴水など一見に値するものが多々ある。また、旧市街北西部の中世の要塞跡の近くにはボルゲーゼ王妃ことポーリーヌ・ボナパルト（ナポレオンの妹）やピカソ、ウィンストン・チャーチルなども訪れた、約34度の源泉を用いた温泉治療施設がある。
- 市内には、この地出身のフランソワ・マリウス・グラネの名を冠したグラネ美術館(Musée Granet)をはじめ、陶器を展示したアルボー美術館、古きエクスの美術館(Musée du Vieil-Aix)、タピスリー美術館、自然史博物館(Muséum d'histoire naturelle)、パヴィヨン・ド・ヴァンドーム(Pavillon de Vendôme)、ヴァザルリ美術館(Fondation Vasarely)などが存在する。また郊外には古代のケルト人都市の遺跡、オッピドゥム・ダントルモン(Oppidum d'Entremont)がある。
- ポール・セザンヌのお膝元として、市内のゆかりの地を巡る観光ルートがある。彼の生家を起点としてルート上の市内の歩道に点在しているセザンヌ(Cézanne)のCの文字が施されたブロンズ製のタイルを順に追うことによって、15ヶ所のセザンヌゆかりの地を巡ることが出来る。
- セザンヌの作品は現在世界各所の美術館などに散っており、エクスでは前述のグラネ美術館で、一点鑑賞できるのみである。
- リシュルム広場の常設青果朝市をはじめとして、青果、花卉、古本、家具、工芸品、衣類、雑貨、秋季限定でキノコ、野禽（ジビエ）、冬季限定でサントン人形、クリスマスツリー用のモミの木など多彩な市が、ミラボー大通りやセクスティウス通り、市庁舎広場、プレシュール広場、ヴェルダン広場など市内各所で、何らかの市が毎日催されている。朝市は13時頃まで、夕市は18時頃まで開かれている。
- セザンヌが生涯描き続けた、エクスの東約20kmに位置する標高1011mのサント＝ヴィクトワール山(Montagne Sainte-Victoire)。石灰岩質の山肌の為、日中は白く輝き、夕刻には紅に染まる。幾つも登山道があるが、ヴォヴナルグとル・トロネから標高945mのプロヴァンスの十字架までの登山道が適度の難易度で人気がある。近辺には、同様にモチーフとなったシャトー・ノワールやビベミュスの石切り場(Carrières de Bibémus)、ゾラのダム(Barrage Zola)、ビモンのダム(Barrage de Bimont)が点在する。

## エクスと能
1994年、エクスの芸術学校構内に日本以外の国では唯一の総檜の能舞台が日本より移築され、前述のエクス＝アン＝プロヴァンス国際音楽祭の一環として、この舞台で移築に尽力した喜多流狩野丹秀一門の演能が行われている。

## 名産

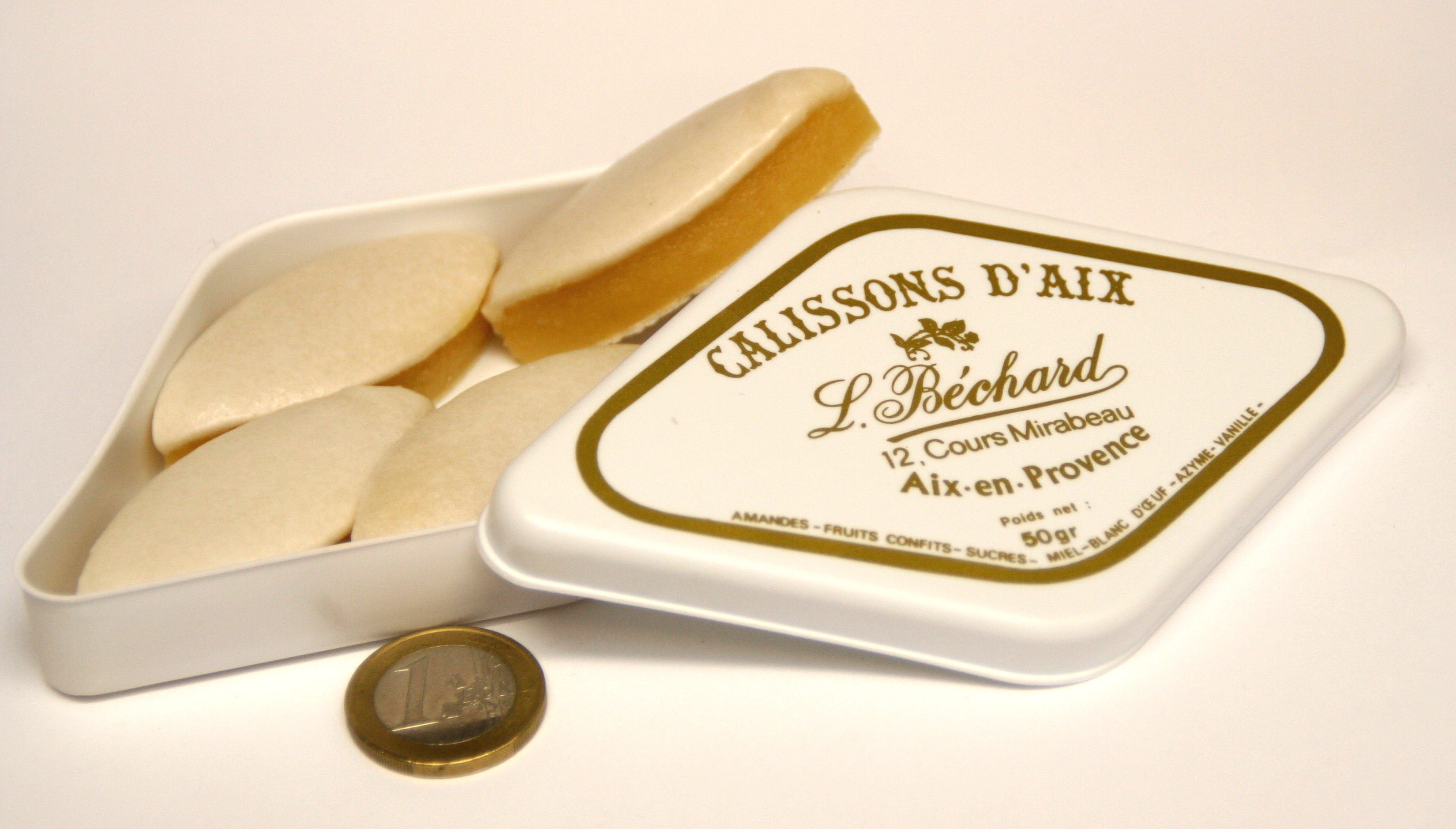
カリソン・デクス
比較のための1ユーロ硬貨と

- カリソン・デクス(Calissons d'Aix) 15世紀半ば以来のこの地の名を冠した特産品。昔からの特産であったアーモンドを細かく挽いたものと砂糖漬けメロンのペーストを混ぜ合わせたものを菱形の型に入れ、グラスロワイヤルと呼ばれる砂糖と卵白を混ぜ合わせたもので糖衣を施したコイン大のお菓子。プロヴァンス地方のクリスマスに食べられる13のデザートの代表格である。1995年より毎年、エクス旧市街・マザラン地区にあるサン・ジャン・ド・マルト教会（マルタ騎士団の教会）でカリソンの祝福が行われている。当地のカフェでコーヒーを頼むと、サービスで供される店もある。

## 教育
エクス＝アン＝プロヴァンスでは、ルイ2世・ダンジューが1409年に大学設置の勅許状 (Royal charter)を発布しており、現在では多数の高等教育機関を擁する学園都市である。エクス＝マルセイユ大学は、2012年に合併により発足したもので、フランス及びフランス語圏で最大の学生数を擁する。
- エクス＝マルセイユ大学
- エクス＝アン＝プロヴァンス政治学院（Sciences Po Aix）
- 国立高等消防士官学校（ENSOSP）
- フランス国立工芸院（ENSAM Paris Tech）
- エクス＝アン＝プロヴァンス高等芸術学校（École supérieure d'art d'Aix-en-Provence）
- アーバーニズム・地方計画学院（IUAR）
- 人間科学地中海会館（MMSH）
- エクス＝マルセイユ大学附設工科短期大学（IUT）
  - IUTとは、フランス各地の大学に設置されている2年制の技術系・工業系大学ないし短期大学的な性格の学校。対としてポリテクニックも参照。
- 企業経営学院（IAE）
- アメリカン大学プロヴァンス中央校（American University Center of Provence）
  - アメリカン大学の海外研修校
- 米国大学学院（Institute for American Universities） 
  - 1957年設立。ニューヨーク州大学評議会とエクス＝マルセイユ大学との提携で設立された、英語でリベラル・アーツを中心とした講義をする欧州初のアメリカンスタイルの大学。
- 航空交通研究・大学教育学院（IFURTA）
- 公営・地方政策学院（IMPGT）

## 有名人

### 出身
- エレオノール・ド・プロヴァンス　(1223-1291)　イングランド王ヘンリー3世妃、フランス王ルイ9世妃マルグリット・ド・プロヴァンスの妹。母はサヴォア家の出。
- アンドレ・カンプラ　(1660-1744)　作曲家、指揮者、聖職者
- フランソワ・マリウス・グラネ　(1775-1849)　画家
- ポール・セザンヌ　(1839-1906)　画家
- モリス・ルヴィエ（フランス語版、英語版）　(1842-1911)　露仏同盟や英仏協商など対独包囲網デルカッセ体制が敷かれたモロッコ事件時の仏首相。マルセイユのリセ・マルセイユ（fr, 現リセ・ティエール）出身。パリ西郊ヌイイで死去。
- アルフレッド・カピュ　(1857-1922)　作家、アカデミー・フランセーズ会員
- ダリウス・ミヨー　(1892-1974)　ピアニスト、作曲家
- エマニュエル・ウンガロ　(1933-)　ファッションデザイナー
- エレーヌ・グリモー　(1969-)　ピアニスト
- アルノー・クレマン　(1977-)　男子プロテニス選手
- ヴィルジニー・デデュー　(1979-)　アーティスティックスイミング選手

### ゆかりの人物
- ルネ・ダンジュー　(1409-1480)　ナポリ王、アンジュー公、プロヴァンス伯など歴任

1434年よりプロヴァンス伯、エクスで文学サロンを主宰、この地で没す
- ミラボー伯爵オノーレ・ガブリエル・リケティ　(1749-1791)　革命家、政治家、作家

エクスで1772年に結婚、1783年に離婚、1789年に全国三部会に選出される
- エミール・ゾラ　(1840-1902)　小説家

エクスで少年時代を過ごし、ポール・セザンヌと親交を深める

## ギャラリー

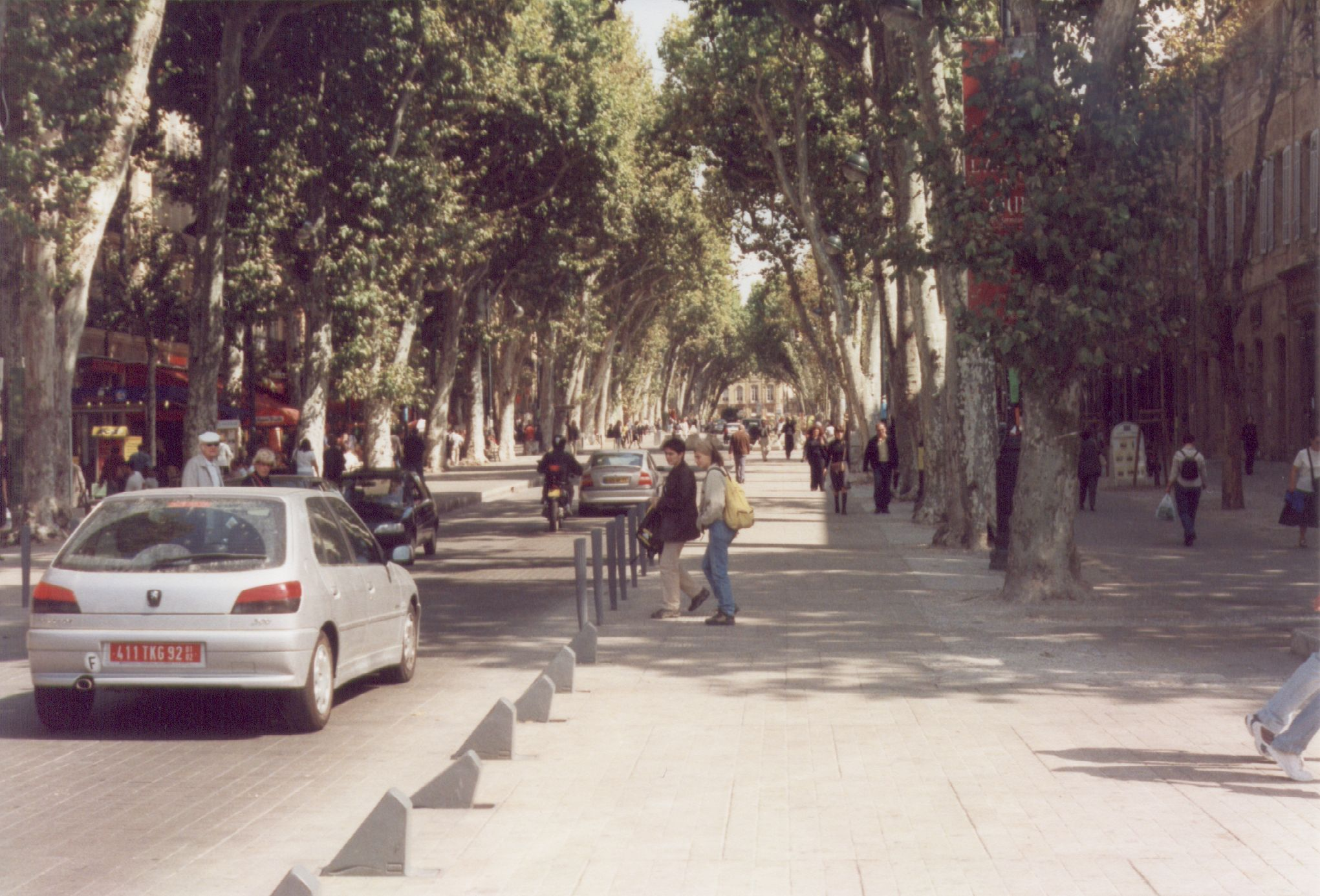
ミラボー大通り 1650年代に馬車用舗装道路として作られた、プラタナス並木の大通り。北の旧市街と南のマザラン地区とを分けている。
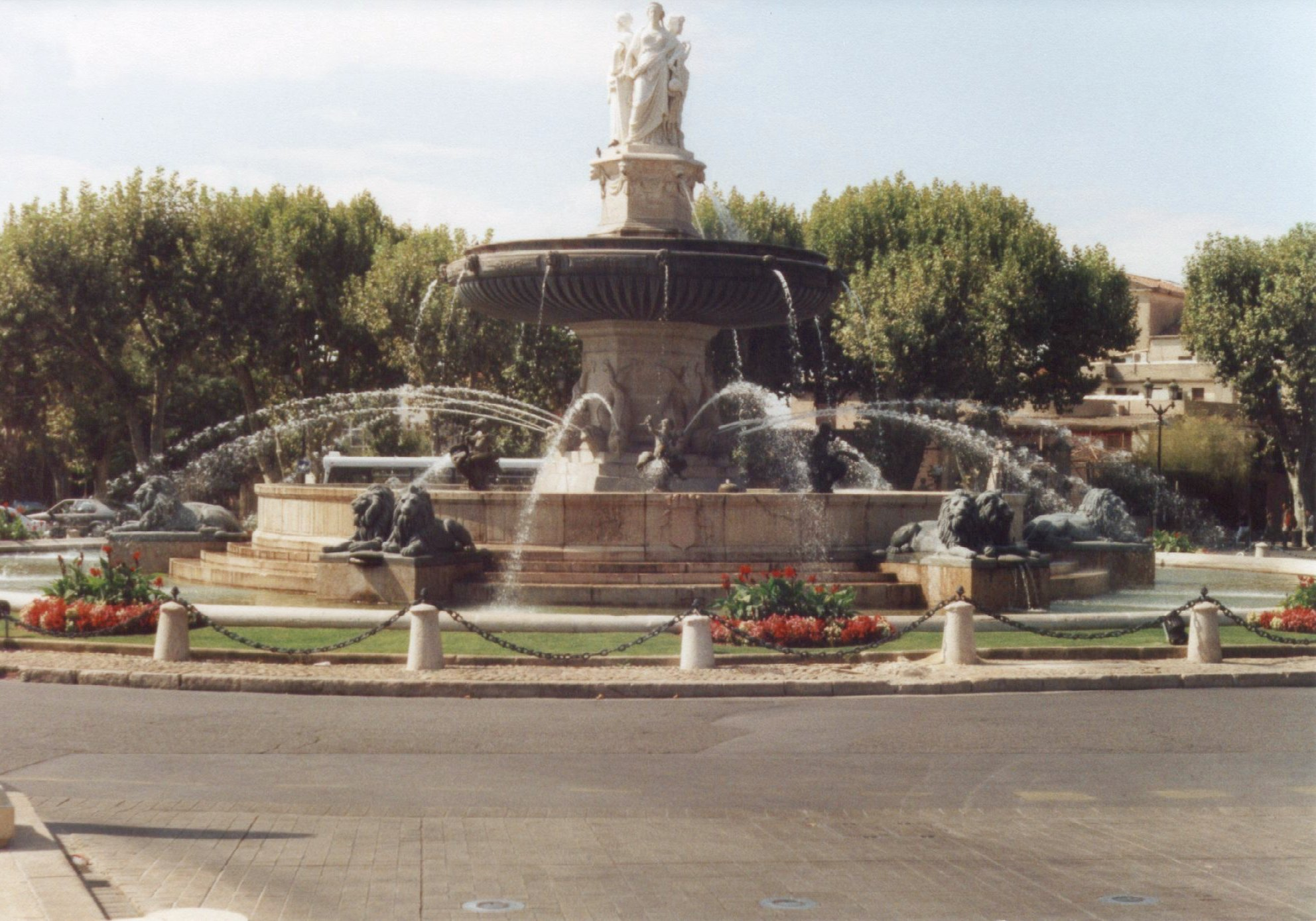
ロトンド大噴水 ミラボー大通りの西端を飾る1680年建立の大噴水。上部の3体の像はそれぞれ、司法・農業・芸術を表す。
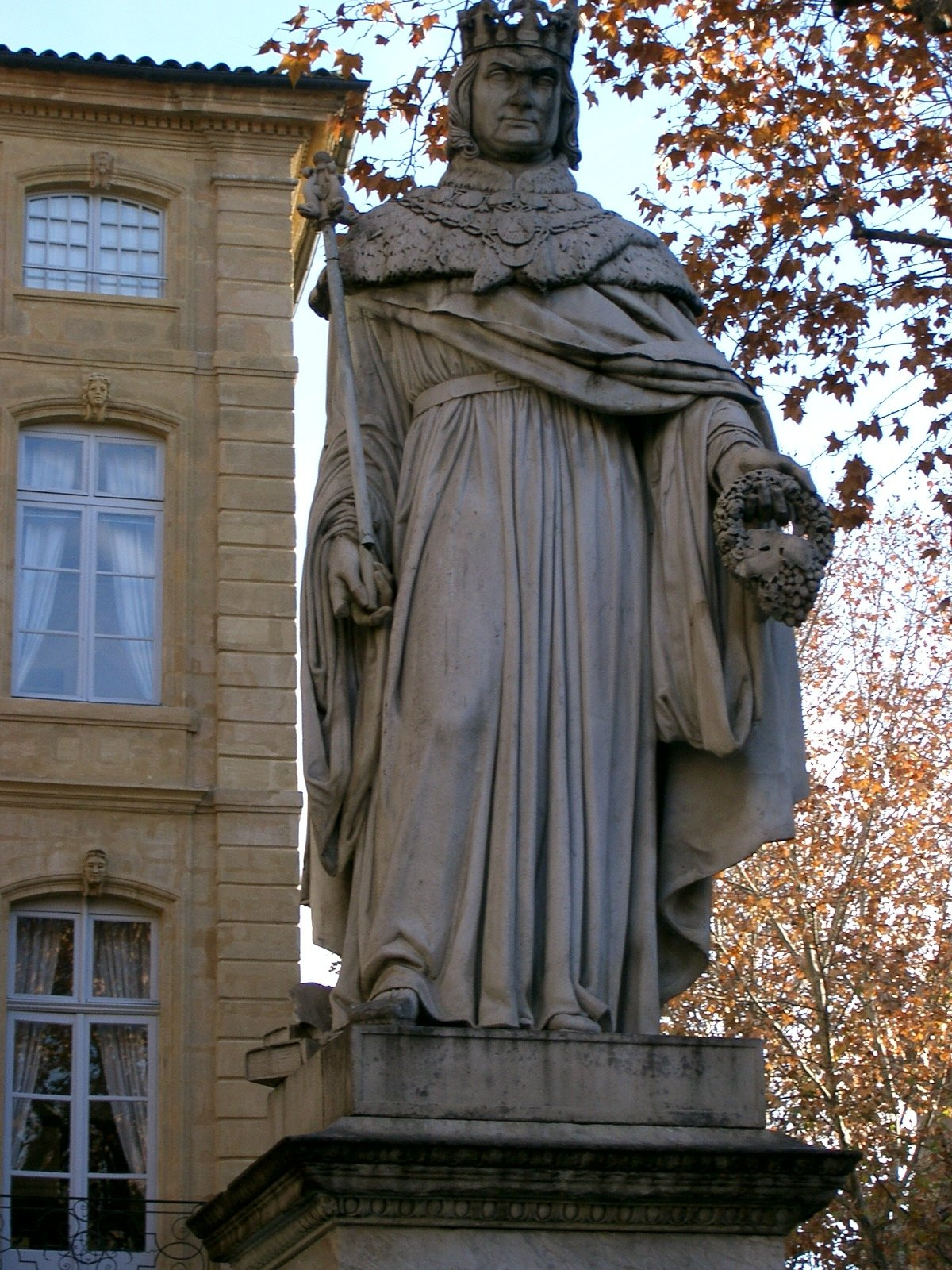
善良王ルネの像の噴水　ミラボー大通りの東端にある左手に葡萄の房を持った像。この地にミュスカ種のワインを導入した功績を称えている。
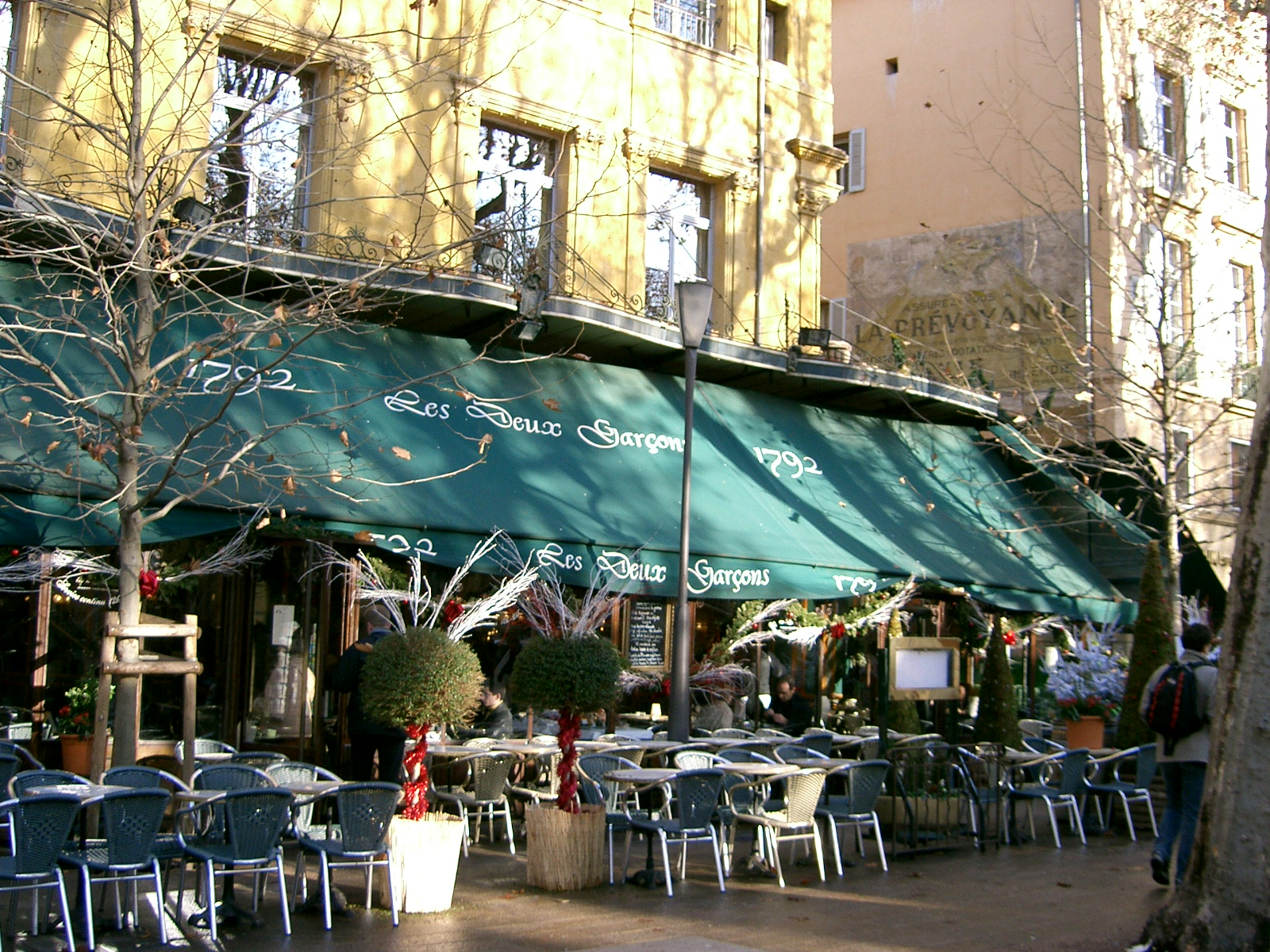
レ・ドゥー・ガルソン ｢2人の給仕｣という名の1792年創業のカフェ。セザンヌ、ゾラ、ピカソ、サルトル、ジャン・コクトーらが足繁く通った。
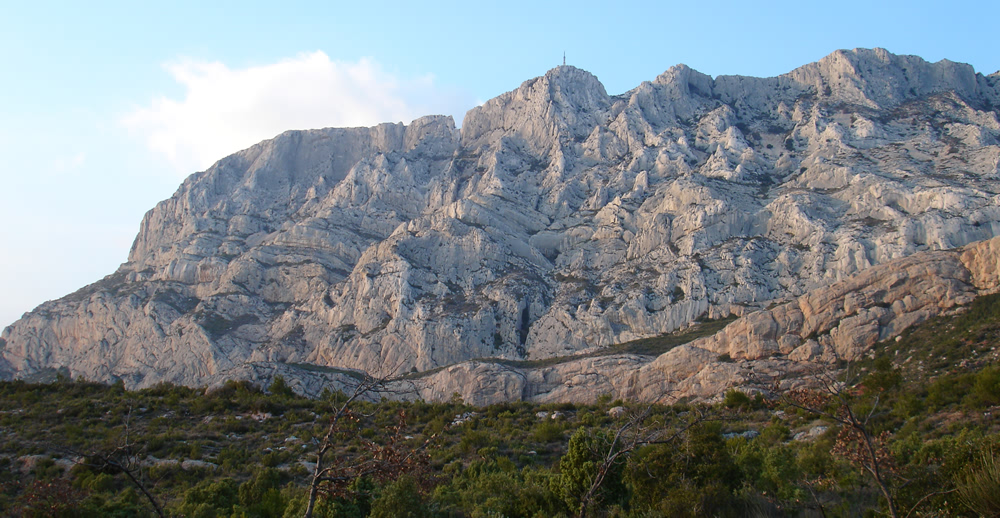
サントヴィクトワール山　中央に小さくプロヴァンスの十字架が見える。
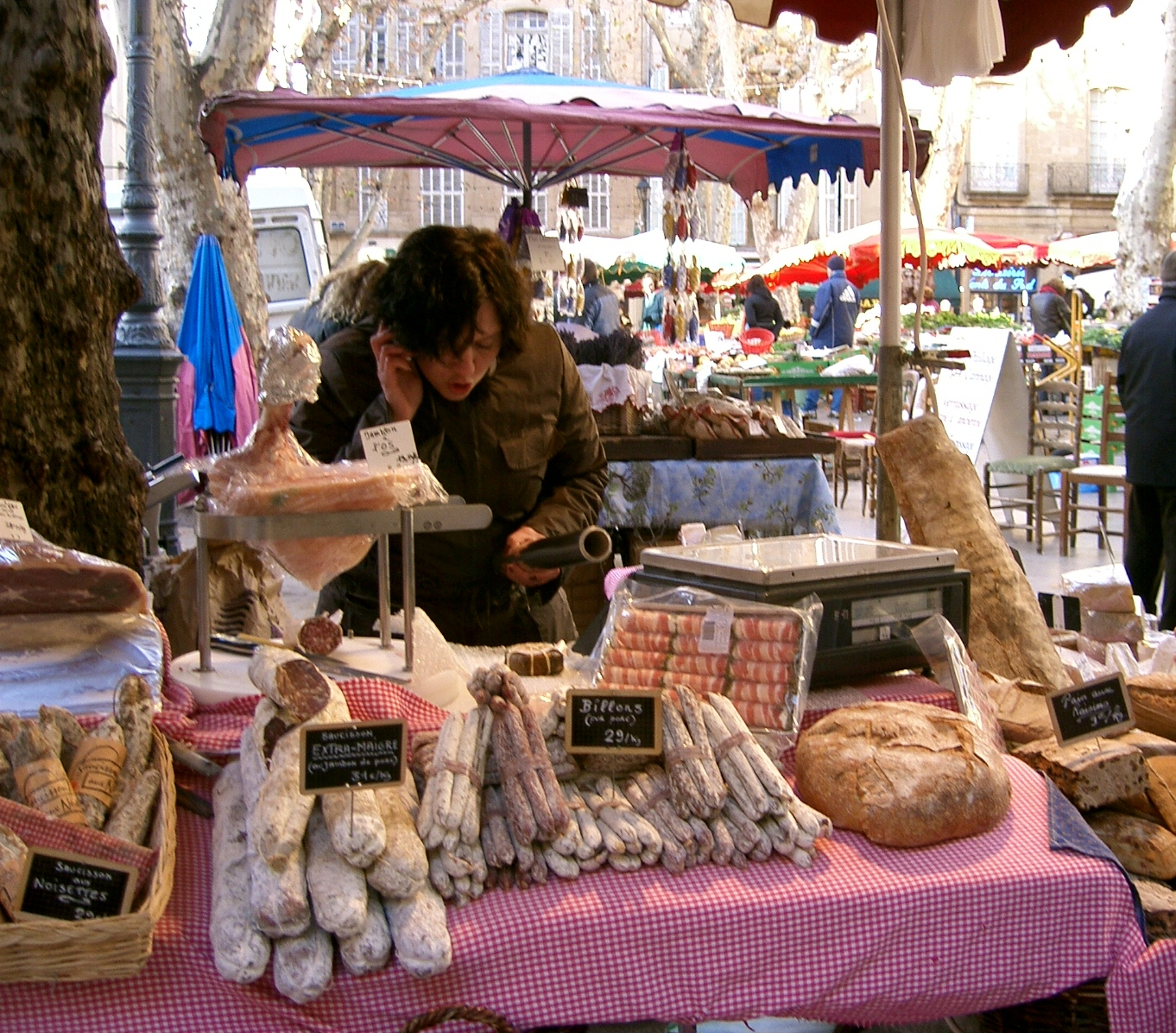
エクスのマルシェ(市場)　リシェルム広場の食料品市場。
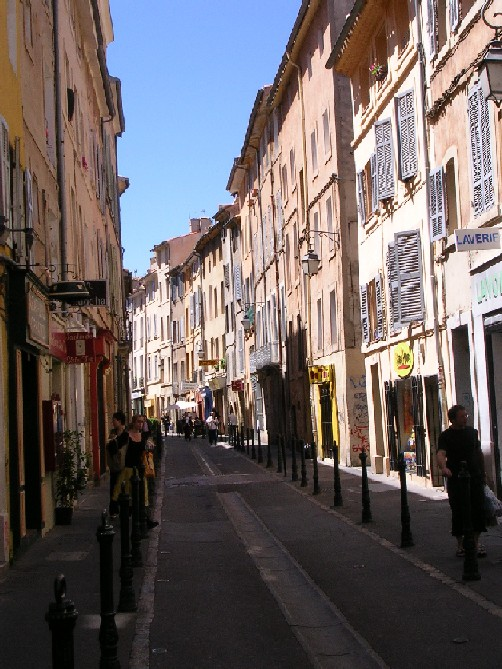
旧市街の町並み

## 姉妹都市
エクス＝アン＝プロヴァンスは以下の姉妹都市と提携している（提携順）：
- テュービンゲン（ドイツ）　1960年より
- ペルージャ（イタリア）　1970年より
- バース（イギリス）　1977年より
- グラナダ（スペイン）　1979年より
- コインブラ（ポルトガル）　1985年より
- カルタゴ（チュニジア）　1992年より
- アシュケロン（イスラエル）　1995年より
- コーラルゲーブルス （アメリカ合衆国）　1997年より
- バトンルージュ（アメリカ合衆国）　1999年より
- 熊本市（日本）　2013年より